# Тиберій Мінуцій Авгурін
Тибе́рій Міну́цій Авгурі́н (лат. Tiberius Minucius Augurinus; III століття до н. е.) — політичний, державний і військовий діяч Римської республіки, консул 305 року до н. е.

## Біографія
Походив з патриціанського роду Мінуціїв. Про батьків, дитячі роки відомості не збереглися.
305 року до н. е. його було обрано консулом разом з Луцієм Постумієм Мегеллом. На цій посаді консули вели війну із війну із самнітами. У битві при місті Тіферн обидві сторони не виявили переможця, а Луцій Постумій вимушений був відступити у гори на з'єднання з Тиберієм Мінуцієм. Після цього консули завдали рішучої поразки ворогам, а згодом захопили місто Бовіан. За це вони отримали тріумф. У бою Тиберій Мінуцій Авгурін був тяжко поранений і невдовзі помер.